# Alucita acalyptra
Alucita acalyptra är en fjärilsart som beskrevs av Edward Meyrick 1913. Alucita acalyptra ingår i släktet Alucita och familjen mångfliksmott, (Alucitidae). Inga underarter finns listade i Catalogue of Life.